# Walter Bucher
Walter Bucher (Zúrich, 8 de junio de 1926-Weiningen, 6 de marzo de 2025) fue un deportista suizo que compitió en ciclismo en la modalidad de pista.
Ganó cinco medallas en el Campeonato Mundial de Ciclismo en Pista entre los años 1955 y 1959. Además, consiguió once victorias en las carreras de seis días.
Participó en los Juegos Olímpicos de Londres 1948, obteniendo el quinto lugar en la prueba de persecución por equipo.

## Medallero internacional
| Campeonato Mundial | Campeonato Mundial       | Campeonato Mundial | Campeonato Mundial |
| Año                | Lugar                    | Medalla            | Competición        |
| ------------------ | ------------------------ | ------------------ | ------------------ |
| 1955               | Milán (Italia)           | Medalla de plata   | Medio fondo (P)    |
| 1956               | Copenhague (Dinamarca)   | Medalla de bronce  | Medio fondo (P)    |
| 1957               | Rocourt (Bélgica)        | Medalla de plata   | Medio fondo (P)    |
| 1958               | París (Francia)          | Medalla de oro     | Medio fondo (P)    |
| 1959               | Ámsterdam (Países Bajos) | Medalla de plata   | Medio fondo (P)    |

## Palmarés
- 1952
  - 1.º en los Seis días de Gante (con Armen von Büren)
  - 1.º en los Seis días de Münster (con Jean Roth)
- 1953
  - 1.º en los Seis días de Münster (con Jean Roth)
  - 1.º en los Seis días de Berlín (con Jean Roth)
  - 1.º en los Seis días de Múnich (con Jean Roth)
- 1954
  - 1.º en los Seis días de Frankfurt (con Jean Roth)
- 1955
  - Campeón de Suiza de Medio fondo 
  - 1.º en el Tour de Cuatro Lados
  - 1.º en los Seis días de Zúrich (con Jean Roth)
- 1956
  - 1.º en los Seis días de Berlín (con Jean Roth)
  - 1.º en los Seis días de Aarhus (con Jean Roth)
  - 1.º en los Seis días de París (con Jean Roth y Oscar Plattner)
- 1957
  - Campeón de Suiza de Medio fondo
- 1958
  - Campeón del mundo de Medio fondo
  - Campeón de Suiza de Medio fondo 
  - Campeón de Suiza de Madison (Oscar Plattner)
- 1959
  - Campeón de Suiza de Medio fondo 
  - 1.º en los Seis días de Zúrich (con Reginald Arnold)
- 1960
  - Campeón de Suiza de Medio fondo